# هانس دي جونغ
هانس دي جونغ (بالهولندية: Hans de Jong)‏ هو مصمم هولندي، ولد في 26 مارس 1932 في لايدن في هولندا، وتوفي في 3 مارس 2011 في روزندال في هولندا.